# De Groenvelder
De Groenvelder, Sint Maarten of Molen van de Polder Valkkoog is een rond 1560 gebouwde poldermolen in Groenveld (gemeente Schagen) met een eikenhouten achtkant. De molen is een zogenaamde grondzeiler. Hij bemaalt de polder Valkkoog, ten tijde van de oprichting ca. 497 ha. groot. Het gevlucht van De Groenvelder is uitgerust met fokken en uitneembare borden volgens het systeem Fauël op beide roeden. Rond 1842 werd het scheprad in de molen vervangen door een vijzel, waardoor het water hoger kon worden opgevoerd. Deze stalen vijzel is in de jaren 50 van de twintigste eeuw verlengd in verband met het lagere polderpeil.
De Groenvelder is eigendom van het Hoogheemraadschap Hollands Noorderkwartier.